# Ehrenfried Roth

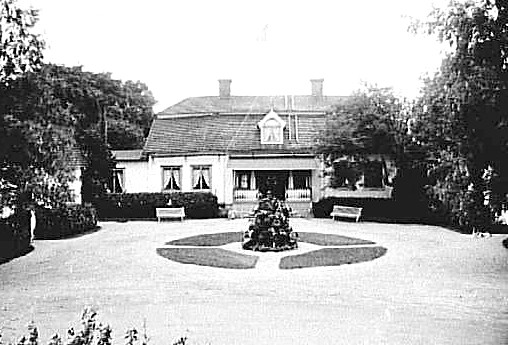
Sunnansjö herrgård 1895.

Carl Ehrnfried Reinhold Roth (i riksdagen kallad Roth i Sunnansjö), född 12 mars 1842 i Maria Magdalena församling, Stockholm, död 15 oktober 1905 i Grangärde församling, Kopparbergs län, var en svensk bruksägare och riksdagspolitiker.

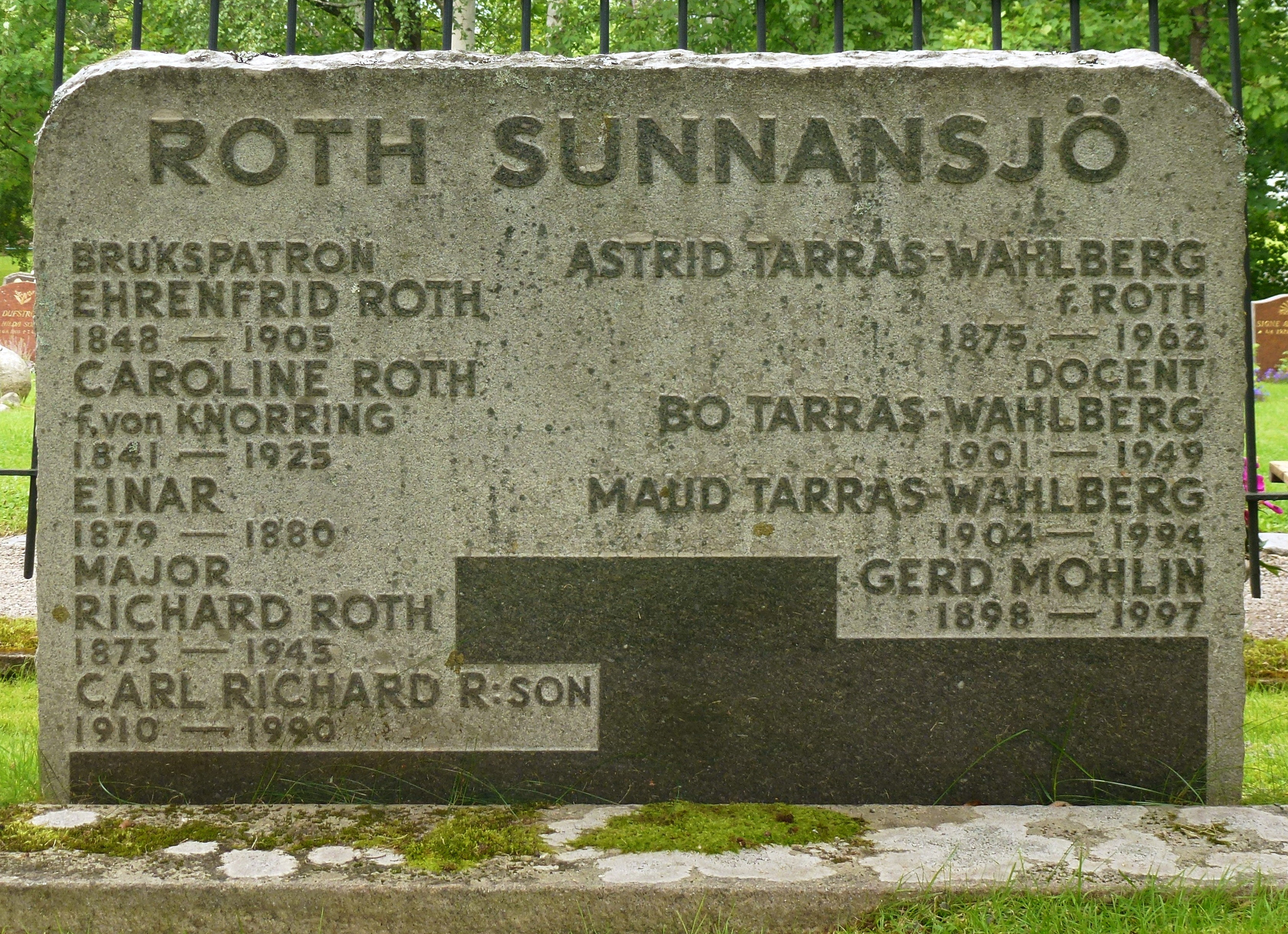
Roths familjegrav i Ludvika.

1864 bröts Sunnansjö Bruk ut ur Ludvika Bruk och Ehrenfried Roth fick det som sin arvslott efter fadern som avlidit 1858. Han var från 1866 ansvarig för smidet på Ludvika Bruk och var till 1870 järnbokhållare. Efter Roths giftermål med Caroline von Knorring 1872 bosatte sig paret på Sunnanjö herrgård i Grangärde socken.
Han var även politiker och ledamot i riksdagens andra kammare 1885–1887, invald i Grangärde, Norrbärke och Söderbärke tingslags valkrets.
Roths hustru, Caroline von Knorring (1841–1925), var före giftermålet etablerad fotograf i Stockholm. Roths far var industrimannen Carl Reinhold Roth.